# キング・オブ・ローマ
キング・オブ・ローマ（英: The King of Rome）は、1913年にローマからイングランドまでの 1,611 キロメートル（1,001 マイル）の鳩レースで優勝した名鳥。デイブ・サドベリはこのレース鳩をテーマに歌と本を書き、前者はジューン・テイバーの歌ったものが最も有名である。

## 鳥
脚輪番号 NU1907DY168をつけた、この青色のオスの鳩はチャーリー・ハドソン（1870年代初 - 1958年3月13日、84歳没）が所有し、育てたものだった。彼はダービーのブルック通り 56 番地（北緯52度55分35秒 西経1度29分08秒 / 北緯52.9265度 西経1.4855度、現在は廃止）に住み、1904年に鳩レースを始めたと言われている 。1913年のレース時には、彼はダービー市飛行クラブ (Derby Town Flying Club) の会長兼会計係となっていた。彼はまた、ダービー・イブニング・テレグラフに鳩レースの記事を寄稿していた。この鳥が死ぬと、彼は遺骸をダービー博物館・美術館へ寄贈した。その剥製は目録番号 DBYMU.1946/48 として保管されている。以前はダービーのほか、ウォールソール博物館、ノーサンプトンシャーのウラトン・ホールなどでも展示が行なわれたが、2011年時点では展示はされていない。

## 歌

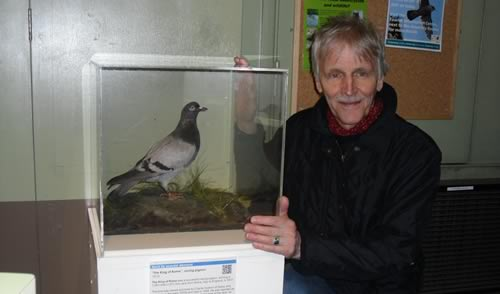
Sudbury, in 2012

デイブ・サドベリはキング・オブ・ローマとその飼い主をテーマにした歌と本を書いている。歌はジューン・テイバーの歌ったものが最も知られている。歌には「大レースの日、一陣の嵐が吹き荒れた。何千羽という鳥たちは散りぢりに吹き飛ばされ、二度と帰らなかった。」と鳥レースにつきものの危険が歌われている。ジューン・テイバーは1980年代末のあるコンテストに審判として参加した際、サドベリがこの歌を歌うのを聞いた。（彼は 4 位だった。）その後、テイバーは1988年のアルバム『アカバ』にこの歌を収録した。当時のコンテストでやはり決勝戦進出者だったブライアン・マクニールは、
「キング・オブ・ローマ」はあの夜に歌われたどの歌よりも飛び抜けていた。あの歌こそ優勝すべきだった。
と述べている。
マクニールは後にこの歌を歌い、2000年にイアン・マッキントッシュと共同制作したアルバム『Live and Kicking』でそのライブ演奏を聴くことができる。
バンドのハーフ・マン・ハーフ・ビスケットもこの歌を録音したが、まだリリースしていない。カナダのフォーク歌手ガーネット・ロジャーズは2004年のアルバム『Summer Lightning』にこの曲を収録している。

## 本
サドベリの詞は、ハンス・サエフコの挿絵を添えて 32 ページの本に再構成されている。